# Kawauso

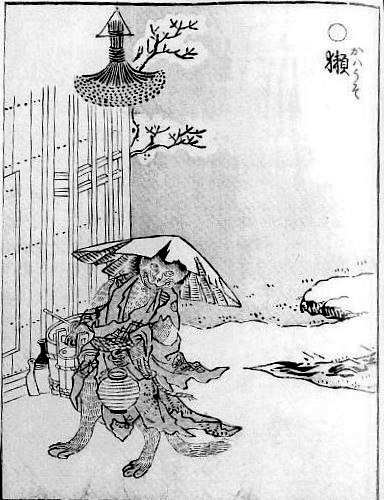
Ein Kawauso, wie er in Sekiens Gazu Hyakki Yagyō erscheint.

Der Kawauso (japanisch 獺 Flussotter) ist ein fiktives Wesen aus der japanischen Folklore und gehört zur Gruppe der Yōkai. Er gilt als Trickster mit ambivalentem Charakter.

## Beschreibung
Der Kawauso erscheint als großer, aufrecht gehender Otter, der sich gerne mit Menschenkleidung ausstaffiert. Er soll dann zum Yokai werden können, wenn er ungewöhnlich alt geworden ist und das gewöhnliche Alter von ca. 14 Jahren weit überschritten hat. Nun erscheint er als eine Art großer Ottermensch in Kimono, Reishut und Gēta (oder Zōri). Er soll oft Sakeflaschen mit sich führen. Er ist der menschlichen Sprache mächtig und kann sich bei Bedarf auch unsichtbar machen. Ansonsten erweist er sich als begnadeter Gestaltwandler, Trickster und Stimmenimitator. Er soll sich oft in menschlicher Gestalt auf Fischmärkten herumtreiben, um seinen Sake gegen Fisch einzutauschen. Manche Kawauso zeigen sich gern als junge Frauen, um von Lust getriebene junge Männer zu foppen. Wieder andere sollen sich einen Spaß daraus machen, ausgesuchte Opfer mit deren eigener Stimme (alternativ mit der Stimme einer nahestehenden Person) zu irritieren und zu provozieren. Oder sie mischen sich in fremde Gespräche ein und bringen sie durch Stimmenimitation dreist durcheinander.

## Hintergrund
Die Gestalt des Kawauso geht ursprünglich auf den Japanischen Fischotter (Lutra nippon) zurück, der mittlerweile sehr wahrscheinlich ausgestorben ist. Heute bezeichnet der Begriff Kawauso fast jede Art von Otter. Im japanischen Volksglauben spielt der Flussotter seit Jahrhunderten eine tragende Rolle. In seiner Yōkai-Form ist er als Kawauso-bake (獺化け; „Kobold-Otter“ oder „Otter-Kobold“) bekannt und gefürchtet. Kawauso nehmen dem Menschen gegenüber eine ambivalente Haltung ein. Es heißt, dass sie dem Menschen einerseits nur ungern trauen und sich lieber von ihm fernhalten. Andererseits erfreuen sie sich gleichwohl an den Streichen, die sie den Menschen spielen. Erst in moderneren Erzählungen treten auch freundlich gesinnte Kawauso auf.
Eine bekannte und beliebte (weil putzig wirkende) Abbildung eines Kawauso findet sich im Emakimono Gazu Hyakki Yagyō (画図百鬼夜行; Bilderbuch der Nachtparade der 100 Dämonen) von Toriyama Sekien aus dem Jahr 1776. Sekien stellt den Kawauso mit Kimono und Reishut, aber barfuß dar. Laut dem Begleittext war der Handelstag des Otters erfolgreich – nun spaziert der Kawauso zufrieden lächelnd heimwärts, den Fisch im Gepäck und einen Rest von Sake in der Flasche.